# Св. св. Петър и Павел (Либаново)
Вижте пояснителната страница за други значения на Свети апостоли Петър и Павел.
„Св. св. Петър и Павел“ (на гръцки: Αγίων Αποστόλων Πέτρου και Πάυλου Αιγινίου) е късносредновековна православна църква край село Либаново (Егинио), Егейска Македония, Гърция, част от Китроската, Катеринска и Платамонска епархия. 

## Местоположение
Църквата е разположена в северната част на Либаново, до по-късния храм „Успение Богородично“.

## История
Църквата датира от XIV век.
Фрагментите от стенописите са от 1485 година, дело на водещото ателие на Костурската художествена школа от този период, към чиито произведения се включват стенописите в „Свети Николай Евпраксиин“ в Костур (1485/1486), в католикона на манастира „Преображение Господне“, Метеора (1483), част от живописта в католикона „Успение Богородично“ на манастира Трескавец (1483/1484) и в „Свети Никита“ при скопското село Чучер (1483/1484), както и тези от разрушената църква „Свети Спиридон“ в Костур (края на XV век).
В 1967 година храмът е обявен за защитен паметник на културата.